# Perilampidea syrphi
Perilampidea syrphi är en stekelart som beskrevs av Crawford 1913. Perilampidea syrphi ingår i släktet Perilampidea och familjen puppglanssteklar. Inga underarter finns listade i Catalogue of Life.